# Josef Salvat
Josef Ignatius Salvat (Sydney, 27 ottobre 1987) è un cantautore australiano.

## Carriera
Josef Salvat si fa conoscere al grande pubblico quando la Sony utilizza la sua cover di Diamonds per promuovere il suo nuovo prodotto.

## Discografia
- 2015 - Night Swim